# Amelia Pincherle Rosselli
Amelia Pincherle Rosselli (Venezia, 16 gennaio 1870 – Firenze, 26 dicembre 1954) è stata una scrittrice e antifascista italiana.

## Biografia
Nata in una famiglia ebrea non praticante e di tradizione liberale, veneziana, figlia di Giacomo Pincherle Moravia e di Emilia Capon, sposa a Roma il 3 aprile 1892 il livornese Giuseppe Emanuele Rosselli (1867-1911); dal matrimonio nascono Aldo (1895-1916), Carlo e Nello. Il matrimonio termina nell'agosto 1903 con la separazione, e nello stesso anno, Amelia Pincherle si trasferisce a Firenze con i figli. Benché separata, assiste il marito malato fino alla morte avvenuta a Firenze il 9 settembre 1911.
Suo fratello Carlo Pincherle, architetto e pittore, fu padre di Alberto Moravia, mentre Laura Capon, figlia del cugino, l'ammiraglio Augusto Capon, fu moglie del fisico Enrico Fermi.

### Impegno pubblico

Amelia Pincherle Rosselli nel 1914.

Partecipa alla vita pubblica come membro del Comitato esecutivo dell'Esposizione d'arte e di lavori femminili di Roma e socia della cooperativa protofemminista "Industrie Femminili Italiane", presieduta dalla filantropa americana Cora Slocomb. Accanto all'attività letteraria e politica inizia quella giornalistica scrivendo recensioni, articoli e novelle per diverse riviste (Società degli amici del libro, Il Marzocco, Regina. Rivista per le signore e per le signorine, La Lettura). Nel 1908 aderisce al Lyceum Club di Firenze, circolo costituito da sole donne sul modello del Lyceum di Londra, Parigi e Berlino e diviene presidente della sezione letteraria.
Frequenta, negli anni precedenti lo scoppio della Grande Guerra, i circoli del nazionalismo nascente, schierandosi con gli interventisti e profondendo la medesima convinzione nei figli, in una concezione del conflitto come ultimo atto del Risorgimento. C'è, in Amelia e nei figli, la speranza che si tratti dell'ultima guerra, quella che dovrebbe portare al recupero delle città rimaste sotto la dominazione straniera, Trento e Trieste:
(A. Pincherle, Memoriale)
Durante la guerra collabora con l'Ufficio notizie per le famiglie dei soldati e, in memoria del figlio Aldo morto in Carnia durante un combattimento il 27 marzo 1916, apre un rifugio per il soccorso dei bambini orfani o figli di combattenti. Con Olga Monsani e Gina Ferrero Lombroso, fonda a Firenze nel 1917 l'Associazione divulgatrice donne italiane, e, sempre in memoria del figlio Aldo, nel 1918 fonda a Timau in Carnia una biblioteca presso la scuola elementare. Per la casa editrice Le Monnier cura la collana di libri per ragazze «Biblioteca delle giovani italiane», che seguirà sino al 1926.

### Attività antifascista

Amelia Pincherle

Dai primi anni venti inizia ad appoggiare l'attività antifascista dei figli Carlo e Nello, raggiungendoli nei luoghi di confino ed esilio. Dopo il loro assassinio (1937), lascia l'Italia e si trasferisce in Francia, poi in Svizzera, in Inghilterra e infine negli Stati Uniti, dove approda nel 1940 insieme alle due nuore e ai sette nipoti (tra i quali la futura poetessa Amelia Rosselli)

### Esilio
Durante l'esilio collabora a tener viva la memoria dei figli fornendo documenti ad Aldo Garosci e Gaetano Salvemini, e continua l'attività antifascista come presidente del Committee for Relief to Victims of Nazi-Fascism in Italy e partecipando alle attività della Women's Division della Mazzini Society. Nel 1945, non potendo dall'esilio presenziare al processo per l'assassinio dei figli, scrive lettere a giornali (The Nation) e dà il proprio contributo ad una trasmissione radiofonica di New York, durante la quale vengono intervistate le due nuore e viene letto un suo “messaggio ai patrioti e ai partigiani dell'Italia Settentrionale”, poi pubblicato su La Settimana dei Ragazzi (1º aprile 1945).

### Il ritorno in Italia
Dopo la liberazione, si batte per il voto alle donne e partecipa alle vicende del Partito d'Azione; rientrata in Italia nel giugno del 1946, scrive per il settimanale ad esso collegato (Non Mollare) il contributo intitolato Costruire (1947).

## Opere teatrali e novelle
Amelia «fu la prima scrittrice italiana di teatro e acquistò grande notorietà alla fine dell'Ottocento» con la sua opera prima. Il 29 ottobre 1898 il suo primo dramma Anima vince infatti il Concorso drammatico dell'Esposizione Nazionale e viene rappresentato al teatro Gerbino di Torino dalla compagnia del Teatro dell'arte di Alfredo De Sanctis. Il suo secondo dramma, Illusione, viene rappresentato il 26 gennaio 1901 al Teatro Carignano di Torino dalla compagnia di Teresa Mariani.
Nel 1903 la Pincherle pubblica una raccolta di novelle che spiega bene la propria Weltanschauung e l'influenza avuta sui figli. Gente Oscura erge a protagonisti gli umili, gli emarginati, con cui l'autrice crea un legame profondo, un'empatia umana più che un coinvolgimento dettato da una visione politica. Il libro viene recensito positivamente dall'Avanti!. Sei anni più tardi Amelia licenzia Topinino garzone di bottega, ispirato a una vicenda familiare.
Le sue commedie in dialetto veneziano, El rèfolo e El socio del papà, vengono rappresentate rispettivamente il 26 gennaio 1909 al Teatro Quirino di Roma e il 7 febbraio 1911 al Teatro Goldoni di Venezia entrambe dalla compagnia di Ferruccio Benini.

## Opere principali
- Anima. Dramma in tre atti, Lattes & C., Torino, 1901
- Felicità perduta, Belforte, Livorno, 1901
- Gente oscura, Roux e Viarengo, Torino-Roma 1903
- Topinino. Storia di un bambino, Roux e Viarengo, Torino-Roma 1905
- Illusione. Commedia in tre atti: L'idea fissa, L'amica, Scene, Roux e Viarengo, Torino-Roma 1906
- Topinino garzone di bottega, Bemporad, Firenze 1909
- San Marco. Commedia in tre atti, Treves, Milano, 1914
- Fratelli minori, Bemporad, Firenze 1921
- Emma Liona. Dramma in quattro episodi, Bemporad, Firenze 1924
- Memorie, a cura di Marina Calloni, Il Mulino, Bologna, 2001 [edito con il nome Amelia Rosselli]